# پردیس سینمایی نارسیس
پردیس سینمایی نارسیس یک پردیس سینمایی در تهران، ایران است.
این پردیس سینمایی که در فلکه سوم تهرانپارس قرار دارد، در بهمن ۱۳۹۹ با ۴ سالن سینما با ظرفیت ۳۵۳ صندلی افتتاح شده‌است.